# Meiling, Zhao'an
Meiling (kinesiska: 梅岭) är en köping i sydöstra Kina. Den ligger i Zhao'an härad i staden Zhangzhou i provinsen Fujian, omkring 340 kilometer sydväst om provinshuvudstaden Fuzhou. Antalet invånare är 31460. Befolkningen består av 15 448 kvinnor och 16 012 män. Barn under 15 år utgör 17,0 %, vuxna 15-64 år 73 %, och äldre över 65 år 8,0 %.